# Holcocephala rufithorax
Holcocephala rufithorax är en tvåvingeart som först beskrevs av Christian Rudolph Wilhelm Wiedemann 1828.  Holcocephala rufithorax ingår i släktet Holcocephala och familjen rovflugor. Inga underarter finns listade i Catalogue of Life.